# Saturnia angustata
Saturnia angustata är en fjärilsart som beskrevs av Schultz. 1909. Saturnia angustata ingår i släktet Saturnia och familjen påfågelsspinnare. Inga underarter finns listade.